# Juliusz Biały
Juliusz Biały (ur. 1 września 1931 w Ręczajach Polskich) – polski dyplomata; ambasador w Indiach (1989–1992).

## Życiorys
Absolwent Wydziału Prawa Uniwersytetu Jagiellońskiego. W 1958 rozpoczął pracę w Ministerstwie Spraw Zagranicznych. W centrali był m.in. dyrektorem Departamentu Prawno-Traktatowego (1978–1979) i Departamentu III (1984–1989). Konsul w Glasgow (II poł. lat 60.). W latach 70. przebywał w ambasadzie w Londynie. Konsul Generalny w Chicago (1979–1984). Od 14 marca 1989 do 15 grudnia 1992 ambasador PRL/RP w Indiach, akredytowany także w Nepalu.